# گورگتگ
گورِگتگ (به مجاری:  Görgeteg) یک منطقهٔ مسکونی در مجارستان است که در ناحیه نادی‌آتاد واقع شده‌است. گورگتگ ۳۳٫۵ کیلومتر مربع مساحت و ۱٬۱۴۱ نفر جمعیت دارد.